# Dwight Buycks
Dwight Buycks (Milwaukee, 6 marzo 1989) è un cestista statunitense.

## Palmarès

### Squadra
- Campionato belga: 1

Ostenda: 2011-12
- Leaders Cup: 1

Gravelines: 2013

### Individuale
- LNB Pro A MVP straniero: 1

Gravelines: 2012-13